# Heimans en Thijsse Stichting

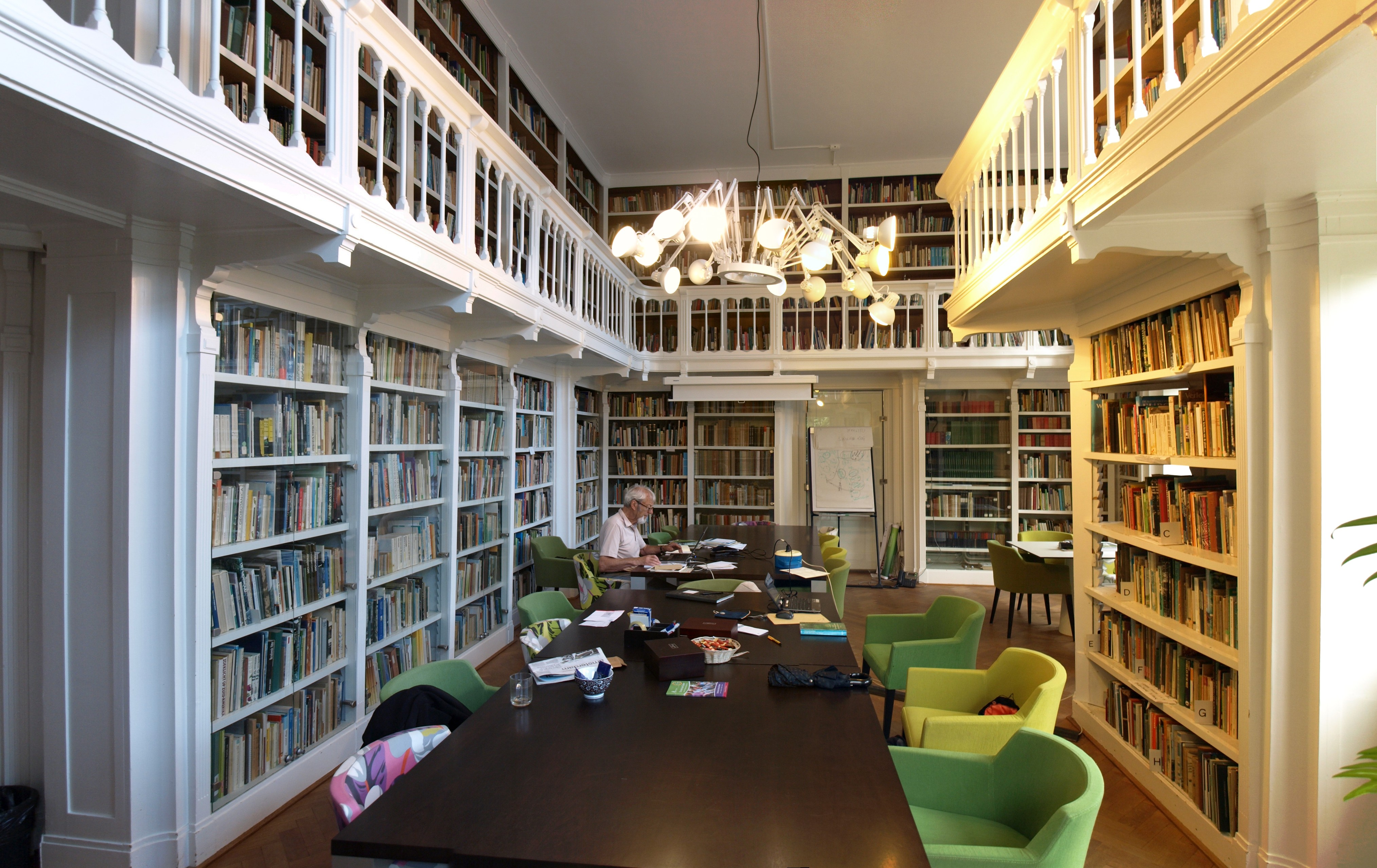
De bibliotheek van de Heimans en Thijsse Stichting

De Heimans en Thijsse Stichting is een Nederlandse stichting, gevestigd in Amsterdam, die een bibliotheek en een archief beheert met materiaal over de ontwikkeling in het denken over en het omgaan met de natuur. De stichting beoogt om cultureel erfgoed op het gebied van natuurbeleving, natuurstudie, natuurbehoud en natuureducatie te behouden en toegankelijk te maken. 
Om dat doel te bereiken beheert de stichting onder andere een bibliotheek en een archief, verzorgt ze een nieuwsbrief, organiseert ze bijeenkomsten en reikt ze elke twee jaar de Heimans en Thijsse Prijs (de Bronzen Spreeuw) uit.
De stichting is genoemd naar de twee pioniers op het gebied van natuurbescherming en natuureducatie in Nederland, Eli Heimans (1861 - 1914) en Jac. P. Thijsse (1865 - 1945).
Van 2010 tot 2020 was Frank Berendse voorzitter van de stichting. Hij is opgevolgd door Arnold van Vliet.
- Library of Congress Control Number: nb2008008077
- Virtual International Authority File: 151529608